# W.G. Sebald
W.G. (Winfried Georg Maximilian) Sebald (Wertach (Allgäu), 18 mei 1944 – Norfolk,  14 december 2001) was een Duitse schrijver. 

## Leven
Sebalds vader Georg was afkomstig uit een familie van glasblazers en diende sinds 1929 als beroepsmilitair. Tijdens de Tweede Wereldoorlog werd hij bevorderd tot kapitein in de Wehrmacht. Zijn moeder Rosi Egelhofer was dochter van de dorpsveldwachter in Wertach, Beieren.
Sebald was de middelste van drie kinderen en woonde eerst bij zijn grootvader, aan wie hij zeer gehecht was. Hij had een minder sterke band met zijn vader, die in 1947 uit Franse krijgsgevangenschap terugkeerde en in een fabriek ging werken. Van 1948 tot 1963 woonde de familie in Sonthofen. In het midden van de jaren ’50 trad zijn vader toe tot de Bundeswehr. Sebald voltooide de Oberrealschule in Oberstdorf in 1963. 
Om medische redenen werd Winfried vrijgesteld van militaire dienst. Hij studeerde twee jaar literatuurwetenschap in Freiburg im Breisgau en behaalde in 1966 een Licence de Lettres in Fribourg, Zwitserland. Hij zette zijn studie voort aan de Universiteit van Manchester, en trouwde in 1967. Hij doceerde korte tijd in Manchester en in Zwitserland. 
Vanaf 1970 was Sebald lector aan de Universiteit van East Anglia in Norwich. Hij promoveerde in 1973 met een studie over Alfred Döblin, in 1986 in Hamburg met "Die Beschreibung des Unglücks". In 1988 werd hij door de Universiteit van East Anglia benoemd tot hoogleraar Duitse letterkunde. In 1989 richtte hij het British Centre for Literary Translation op in Norwich. 
Sebald overleed in 2001 ten gevolge van een verkeersongeluk, waarbij zijn dochter Anna zwaargewond raakte.

## Werk
Sinds het einde van de jaren ’80 publiceerde Sebald literair werk, dat aanvankelijk vooral in Angelsaksische wereld, onder meer door toedoen van Susan Sontag, gewaardeerd werd. In Duitsland kreeg hij vanaf het midden van de jaren ’90 bekendheid. Zijn literair oeuvre is klein, maar buitengewoon origineel. Hij is vaak getipt als kandidaat voor een Nobelprijs.
Als kind al was Sebald verontwaardigd door het stilzwijgen over de nazitijd en de oorlog. Hij kreeg zelfs een hekel aan zijn naam Winfried Georg, voor zijn gevoel een ‘echte nazinaam’, en liet zich Max of Bill noemen. Het trauma van de Tweede Wereldoorlog is ook het centrale thema van zijn literaire werk. Een ander belangrijk thema is de functie van het geheugen, en de rol daarbij van visuele herinneringen.
Sebald houdt zich in zijn werk bezig met buitenstaanders, zoals emigranten die hun plaats zoeken tussen hun omgeving en hun herinneringen. In zijn vaak met foto’s geïllustreerd proza worden (schijnbare) feiten en fictie vermengd. De toon is vaak diep melancholisch, soms licht precieus.

## Publicaties
Literatuurwetenschap
- Carl Sternheim: Kritiker und Opfer der Wilhelminischen Ära, 1969
- Der Mythus der Zerstörung im Werk Döblins, 1980
- Die Beschreibung des Unglücks. Zur österreichischen Literatur von Stifter bis Handke, 1985
- A radical stage: theatre in Germany in the 1970s and 1980s, 1988
- Unheimliche Heimat, Essays, 1991
- Logis in einem Landhaus, Autorenportraits über Gottfried Keller, Johann Peter Hebel, Robert Walser u.a., 1998
- Luftkrieg und Literatur, 1999

Literair
- Nach der Natur. Ein Elementargedicht, 1988
- Schwindel. Gefühle, 1990
- Die Ausgewanderten. Vier lange Erzählungen, 1992
- Die Ringe des Saturn. Eine englische Wallfahrt, 1995
- For years now (Engelse gedichten), 2001
- Austerlitz, 2001[2]
- Unerzählt, 33 Texte, 2003
- Campo Santo, Prosa, Essays (redactie Sven Meyer), 2003
- Über das Land und das Wasser: ausgewählte Gedichte 1964-2001. München : Carl Hanser Verlag, 2008.

Nederlandse vertalingen

Alle vertalingen door Ria van Hengel, m.u.v. Melancholische dwaalwegen
- Melancholische dwaalwegen, Amsterdam: Van Gennep, 1992 (1e oplage uit 1991 door de uitgever uit de handel genomen)
- De emigrés: vier geïllustreerde verhalen, Amsterdam: De Bezige Bij, 1993
- Austerlitz, Amsterdam: De Bezige Bij, 2003[2]
- De natuurlijke historie van de verwoesting, Amsterdam: De Bezige Bij, 2004
- Naar de natuur, Amsterdam: De Bezige Bij, 2006
- De ringen van Saturnus: een Engelse pelgrimage, Amsterdam: De Bezige Bij, 2007 (2e ed.; herziene vertaling)
- Duizelingen, Amsterdam: De Bezige Bij, 2008 (nieuwe vertaling van Schwindel. Gefühle, eerder vertaald als Melancholische dwaalwegen)
- Campo Santo, Amsterdam: De Bezige Bij, 2010
- Logies in een landhuis, Amsterdam: De Bezige Bij, 2012 (schrijversportretten)
- Over het land en het water: een keuze uit de gedichten 1964-2001, Amsterdam: De Bezige Bij, 2015.
- W.G. Sebald en Jan Peter Tripp, Onverteld: 33 etsen en 33 gedichten, met een gedicht van Hans Magnus Enzensberger en een nawoord van Andrea Köhler, Gent: PoëzieCentrum, 2019

## Prijzen
- Fedor-Malchow-Lyrikpreis 1991
- Preis der Literatour Nord 1994)
- Berliner Literaturpreis 1994
- Johannes-Bobrowski-Medaille 1994
- Nominatie voor de Europese literatuurprijs 1996
- Mörike-Preis van de Stadt Fellbach 1997
- Wingate Prize for Fiction 1997
- Heinrich-Böll-Preis 1997
- Prix du meilleur livre étranger 1999
- Joseph-Breitbach-Preis 2000
- Heinrich-Heine-Preis 2000
- National Book Critics Circle Award 2002
- Literaturpreis der Stadt Bremen 2002 postuum
- Romanprijs van de National Book Critics Circle 2002 postuum

- Bibsys: 90288029
- Biblioteca Nacional de España: XX1077180
- Bibliothèque nationale de France: cb11989575z (data)
- Catàleg d'autoritats de noms i títols de Catalunya: 981058517259806706
- CiNii: DA02139577
- Digitale Bibliotheek voor de Nederlandse Letteren: seba009
- Gemeinsame Normdatei: 119310007
- International Standard Name Identifier: 0000 0001 2276 0797
- Library of Congress Control Number: n85152532
- Nationale Bibliotheek van Letland: 000074166
- MusicBrainz: dc3bb08c-5b19-4fe1-9080-75edb3c470dc
- Bibliotheek van het Japanse parlement: 00924062
- Nationale Bibliotheek van Tsjechië: ola2001100277
- Nationale Bibliotheek van Israël: 987007305525705171
- Nationale Bibliotheek van Polen: a0000002753770
- Nederlandse Thesaurus van Auteursnamen: 068888740
- Istituto Centrale per il Catalogo Unico: SBLV283633
- LIBRIS: 222087
- SNAC: w6g773pf
- Système universitaire de documentation: 031428851
- Virtual International Authority File: 7399859
- WorldCat: E39PBJxxgPqyppWRPJmfy4Dg8C